# Брати Тавіані
Паоло і Вітторіо Тавіані (італ. Paolo e Vittorio Taviani) — італійські кінорежисери і сценаристи. Лауреати премії Золота пальмова гілка 30-го Каннського міжнародного кінофестивалю (1977) за фільм «Батько-хазяїн» та низки інших професійних та фестивальних кінонагород .

## Біографія
Вітторіо і Паоло Тавіані народилися відповідно 20 вересня 1929 року і 8 листопада 1931 року в Сан-Мініато, провінція Піза в Італії. Брати починали як організатори кіноклубів у Пізі і Римі. У кіно з 1952 року, коли в співавторстві з Джулиано Б'яджетті і Роберто Росселліні працювали над фільмом «Суперництво». Потім захопилися документалістикою і зняли більше десяти короткометражних фільмів, серед яких «Сан-Мініато, липень 1944» з коментарями Чезаре Дзаваттіні, «Карло Пізакане», «Моравіа», «Міські художники», «Вольтерра — середньовічна комуна» та ін. Після спільної роботи з Йорісом Івенсом над стрічкою «Італія не бідна країна» у співавторстві з Валентино Орсіні поставили ігровий дебютний фільм «Людина, яку потрібно знищити» (1962), що як і наступна робота «Шлюбне беззаконня» (1963) розповідали про проблему сицилійської мафії.
Починаючи зі стрічки «Розвінчувачі», в якій йшлося про нездатність деяких комуністів зрозуміти істинні причини політичної і духовної кризи в країні, брати Тавіані працюють тільки і завжди удвох.
У 1977 році брати поставили фільм «Батько-хазяїн» за автобіографічною книгою професора-лінгвіста Гавіно Ледди про життя хлопчика, який у віці семи років пішов у гори пасти овець. Він повернувся лише через 10 років, весь цей час він не бачив людей. Кинувши виклик батьку-хазяїну, хлопець вирушає до міста, де вступає до школи, а потім в університет, і стає професором. Стрічка була удостоєна «Золотої пальмової гілки» на 30-му Каннському кінофестивалі 1977 року.
У 1982 році Тавіані зняли фільм-притчу «Ніч Святого Лоренцо» про італійських селян з Тоскани, які в останні дні Другої світової війни вирушили назустріч військам-союзникам (американському десанту), але потрапили в засідку місцевих фашистів. Фільм був удостоєний Гран-прі журі 35-го Каннського кінофестивалю і номінований на премію «Оскар».
У 2012 році вийшов фільм братів Тавіані «Цезар має померти», який отримав низку фестивальних і професійних номінацій і нагород, в тому числі Золотого ведмедя 62-го Берлінського міжнародного кінофестивалю.

## Фільмографія
| Рік  |     | Назва українською             | Оригінальна назва              | Режисери | Сценаристи |
| ---- | --- | ----------------------------- | ------------------------------ | -------- | ---------- |
| 1954 | к/м | Сан-Мініато, липень 1944 року | San Miniato, luglio '44        |          |            |
| 1960 |     | Італія не бідна країна        | L'Italia non è un paese povero | Так      |            |
| 1962 |     | Людина, яку потрібно знищити  | Un uomo da bruciare            | Так      |            |
| 1963 |     | Шлюбне беззаконня             | I fuorilegge del matrimonio    | Так      |            |
| 1967 |     | Розвінчувачі                  | I sovversivi                   | Так      |            |
| 1969 |     | Під знаком Скорпіона          | Sotto il segno dello scorpione | Так      |            |
| 1972 | т/ф | У святого Михайла був півень  | San Michele aveva un gallo     | Так      |            |
| 1974 |     | Аллонзанфан                   | Allonsanfàn                    | Так      |            |
| 1977 |     | Батько-хазяїн                 | Padre padrone                  | Так      |            |
| 1979 |     | Поляна                        | Il prato                       | Так      |            |
| 1982 |     | Ніч Святого Лоренцо           | La notte di San Lorenzo        | Так      |            |
| 1984 |     | Хаос                          | Kaos                           | Так      |            |
| 1987 |     | Доброго ранку, Вавилоне       | Good morning Babilonia         | Так      |            |
| 1990 |     | І світло в тьмі світить       | Il sole anche di notte         | Так      |            |
| 1993 |     | Флореаль — пора цвітіння      | Fiorile                        | Так      |            |
| 1996 |     | Виборча спорідненість         | Le affinità elettive           | Так      |            |
| 1998 |     | Ти смієшся                    | Tu ridi                        | Так      |            |
| 2001 | т/ф | Воскресіння                   | Resurrezione                   | Так      |            |
| 2003 | т/ф | Луїза Сан-Феліче              | Luisa Sanfelice                | Так      |            |
| 2007 |     | Гніздо жайворонка             | La masseria delle allodole     | Так      |            |
| 2012 |     | Цезар має померти             | Cesare deve morire             | Так      |            |
| 2015 |     | Декамерон                     | Maraviglioso Boccaccio         | Так      |            |

## Визнання
| Рік                                               | Категорія                                      | Фільм                               | Результат  |
| ------------------------------------------------- | ---------------------------------------------- | ----------------------------------- | ---------- |
| Венеційський міжнародний кінофестиваль            |                                                |                                     |            |
| 1962                                              | Премія New Cinema за найкращий фільм           | Людина, яку потрібно знищити        | Перемога   |
| 1962                                              | Приз Пазінетті (паралельна секція)             | Людина, яку потрібно знищити        | Перемога   |
| 1962                                              | Премія Cinema 60                               | Людина, яку потрібно знищити        | Перемога   |
| 1967                                              | Золотий лев                                    | Розвінчувачі                        | Номінація  |
| 1986                                              | Золотий лев за кар'єру                         | Золотий лев за кар'єру              | Перемога   |
| 1991                                              | Премія П'єтро Б'янкі                           | Премія П'єтро Б'янкі                | Перемога   |
| Премія «Золотий кубок»                            |                                                |                                     |            |
| 1963                                              | Пластина                                       | Людина, яку потрібно знищити        | Перемога   |
| 1978                                              | Найкращий режисер                              | Батько-хазяїн                       | Перемога   |
| 1993                                              | Найкращий режисер                              | Ніч Святого Лоренцо                 | Перемога   |
| Міжнародний кінофестиваль у Лачено (Італія)       |                                                |                                     |            |
| 1967                                              | Золотий Лачено за найкращий фільм              | Розвінчувачі                        | Номінація  |
| 2009                                              | Премія Камілло Маріно                          | за життєві досягнення               | Перемога   |
| Італійський національний синдикат кіножурналістів |                                                |                                     |            |
| 1968                                              | Срібна стрічка за найкращу режисерську роботу  | Розвінчувачі                        | Номінація  |
| 1968                                              | Срібна стрічка за найкращий оригінальний сюжет | Розвінчувачі                        | Номінація  |
| 1975                                              | Срібна стрічка за найкращий оригінальний сюжет | Аллонзанфан                         | Номінація  |
| 1978                                              | Срібна стрічка за найкращу режисерську роботу  | Батько-хазяїн                       | Перемога   |
| 1983                                              | Срібна стрічка за найкращу режисерську роботу  | Ніч Святого Лоренцо                 | Перемога   |
| 1983                                              | Срібна стрічка за найкращий сценарій           | Ніч Святого Лоренцо                 | Перемога   |
| 1985                                              | Срібна стрічка за найкращий сценарій           | Хаос                                | Перемога   |
| 1991                                              | Срібна стрічка за найкращу режисерську роботу  | І світло в пітьмі світить           | Номінація  |
| 2012                                              | Срібна стрічка року                            | Разом з іншими кінематографістами   | Перемога   |
| Берлінський міжнародний кінофестиваль             |                                                |                                     |            |
| 1972                                              | Премія Інтерфільм (секція Форум нового кіно)   | У святого Михайла був півень        | Перемога   |
| 1977                                              | Гран-прі Інтерфільм                            | Батько-хазяїн                       | Перемога   |
| 2012                                              | Золотий ведмідь                                | Цезар має померти                   | Перемога   |
| 2012                                              | Приз екуменічного журі                         | Цезар має померти                   | Перемога   |
| Міжнародний кінофестиваль у Чикаго                |                                                |                                     |            |
| 1972                                              | Золотий Г'юґо за найкращий фільм               | У святого Михайла був півень        | Номінація  |
| 1982                                              | Золотий Г'юґо за найкращий фільм               | Ніч Святого Лоренцо                 | Номінація  |
| Каннський міжнародний кінофестиваль               |                                                |                                     |            |
| 1977                                              | Золота пальмова гілка                          | Батько-хазяїн                       | Перемога   |
| 1977                                              | Приз ФІПРЕССІ                                  | Батько-хазяїн                       | Перемога   |
| 1982                                              | Золота пальмова гілка                          | Ніч Святого Лоренцо                 | Номінація  |
| 1982                                              | Гран-прі журі                                  | Ніч Святого Лоренцо                 | Перемога   |
| 1982                                              | Приз екуменічного журі                         | Ніч Святого Лоренцо                 | Номінація  |
| 1993                                              | Золота пальмова гілка                          | Флореаль — пора цвітіння            | Номінація  |
| Премія «Давид ді Донателло»                       |                                                |                                     |            |
| 1978                                              | Спеціальний Давид ді Донателло                 | Батько-хазяїн                       | Перемога   |
| 1983                                              | Найкращий режисер                              | Ніч Святого Лоренцо                 | Перемога   |
| 1983                                              | Премія Аліталія                                | Ніч Святого Лоренцо                 | Перемога   |
| 1985                                              | Найкращий режисер                              | Хаос                                | Номінація  |
| 1985                                              | Найкращий сценарій                             | Хаос                                | Перемога   |
| 1989                                              | Приз Лукіно Вісконті                           | Приз Лукіно Вісконті                | Перемога   |
| 2012                                              | Найкращий фільм                                | Цезар має померти                   | Перемога   |
| 2012                                              | Найкращий режисер                              | Цезар має померти                   | Перемога   |
| 2012                                              | Найкращий сценарій                             | Цезар має померти                   | Номінація  |
| 2016                                              | Премія 60-річчя Давида ді Донателло            | Премія 60-річчя Давида ді Донателло | Перемога   |
| 2018                                              | Найкращий адаптований сценарій                 | Приватна справа                     | Номінація  |
| Приз Синдикату французьких кінокритиків           |                                                |                                     |            |
| 1983                                              | Найкращий іноземний фільм                      | Ніч Святого Лоренцо                 | Перемога   |
| Асоціація кінокритиків Лос-Анджелеса              |                                                |                                     |            |
| 1983                                              | Найкращий іноземний фільм                      | Ніч Святого Лоренцо                 | 2-ге місце |
| Спілка кінокритиків Бостона                       |                                                |                                     |            |
| 1984                                              | Найкращий режисер                              | Ніч Святого Лоренцо                 | Перемога   |
| Премія «Золотий глобус» (Італія)                  |                                                |                                     |            |
| 1984                                              | Найкращий фільм                                | Ніч Святого Лоренцо                 | Перемога   |
| 1985                                              | Найкращий фільм                                | Хаос                                | Перемога   |
| 2005                                              | Золотий глобус за кар'єру                      | Золотий глобус за кар'єру           | Перемога   |
| 2012                                              | Найкращий фільм                                | Цезар має померти                   | Номінація  |
| 2012                                              | Найкращий режисер                              | Цезар має померти                   | Номінація  |
| Національна спілка кінокритиків США               |                                                |                                     |            |
| 1984                                              | Найкращий режисер                              | Ніч Святого Лоренцо                 | Перемога   |
| Премія Кінема Дзюмпо                              |                                                |                                     |            |
| 1988                                              | Найкращий італійський фільм                    | Доброго ранку, Вавилоне             | Перемога   |
| Монреальський кінофестиваль                       |                                                |                                     |            |
| 1996                                              | Спеціальний Гра-прі Америк                     | Спеціальний Гра-прі Америк          | Перемога   |
| Кінофестиваль в Мар-дель-Плата                    |                                                |                                     |            |
| 1998                                              | Найкращий режисер                              | Ти смієшся                          | Перемога   |
| Московський міжнародний кінофестиваль             |                                                |                                     |            |
| 2002                                              | Золотий Святий Георгій                         | Воскресіння                         | Перемога   |
| Єреванський міжнародний кінофестиваль             |                                                |                                     |            |
| 2007                                              | Приз за життєвий внесок                        | Приз за життєвий внесок             | Перемога   |
| Гавайський міжнародний кінофестиваль              |                                                |                                     |            |
| 2012                                              | Найкращий фільм                                | Цезар має померти                   | Перемога   |
| 2012                                              | Найкращий режисер                              | Цезар має померти                   | Перемога   |
| Гентський міжнародний кінофестиваль               |                                                |                                     |            |
| 2012                                              | Почесний приз Жозефа Плато                     | Почесний приз Жозефа Плато          | Перемога   |
| Премія Європейської кіноакадемії                  |                                                |                                     |            |
| 2012                                              | Найкращий європейський фільм                   | Цезар має померти                   | Номінація  |
| 2012                                              | Найкращий європейський режисер                 | Цезар має померти                   | Номінація  |
| 2012                                              | Почесний приз                                  | Почесний приз                       | Номінація  |